# 罗马帝国衰亡史
《羅馬帝國衰亡史》（英語：The History of the Decline and Fall of the Roman Empire）是由英國歷史學家愛德華·吉本所著的关于罗马帝国的历史巨著，被認為是第一部“現代”歷史著作，共有六卷，分期出版。第一卷出版於1776年，第二、三卷出版於1781年，第四、五、六卷出版於1788年。全书涵盖从98年到1590年的羅馬帝國的全部歷史。

## 簡介
當時考古學尚不發達，所有的歷史學家都是依賴於文獻，吉本不採納第二手的文獻，基本依賴於同時代的文獻，並做了大量的考證工作，所以他這部作品經得起時間的考驗。
根據現代的科學研究考證方法，吉本的作品也有許多沒有非常確切依據的地方，但對當時的歷史學來說，吉本的這部著作是一個飛躍。經過兩個世紀，雖然有沒有確切依據的地方，但幾乎無法找出有真正證實是錯誤的地方，現代的考古發現，有許多地方是當時不知道的，可以補充這部作品，但還沒有一個發現指出這部作品有錯誤的地方，有的地方吉本由於沒有材料是假想的，但現代的發現往往證明當時吉本的假想是正確的。
吉本寫這部作品時不是用論文的形式，而是用文學的形式寫的，因此可讀性很強，雖然現在有許多新的發現和論文，但這部作品仍然被許多人喜歡閱讀，雖然他的語言有些古老。
這部作品之所以被稱為“現代”的歷史著作，是因為以前的歷史學家都是根據宗教的觀念描寫歷史，而這部著作是第一次根據政府、文化、社會等各方面來描寫歷史，對基督教的歷史描述也非常客觀，因此受到當時人們的許多非議。在第一卷第15章的末尾一段，他充分表現了他的諷刺和幽默，他對基督教歷史的懷疑態度，他是這麽寫的：

我们怎麽能原谅那些异教徒的哲学世界如此忽略全能的上帝呈现出的那麽多明显的证据呢？不是对他们的理智，而是对他们的感觉。在基督和他使徒的时代，他们宣讲的教义被无数的奇迹所证实，跛足可以走路，盲人可以看见，病人被治好，死者可以复活，魔鬼可以被赶走，自然法则经常为教会服务。但是精明的希腊和罗马人闭眼不看这些奇迹，全力关注平常的生活和研究，没有理会这个世界除了现实政府还有精神的领袖。在泰比利乌斯时代，整个地球，起码是整个罗马帝国的所有省份，有三个小时的时间被超自然的黑暗所笼罩。即使是这种应该刺激人们好奇和对神畏惧的事件，在这个科学和历史的时代也没有引起关注。这件事发生在小塞内加和老普林尼在世的时间，他们一定受到这件奇迹的影响，或者是被以前记录所影响，这两位哲学家勤奋地记录各种自然现象，地震、陨石、彗星、和日食，以及所有他们收集到的现象。但他们两人都没有提到这件从创世以来人们眼中最大的奇迹。只有普林尼在他的其中一章中提到恺撒被谋杀时，太阳暗淡无光，而且肯定不是他那时代经历过的，耶稣受难时，曾被绝大部分后来的诗人和历史学家提到过的那次日食。

很明顯，吉本想表達在聖經新約中提到的那次耶穌受難時發生的，“從正午到申時，大地全被籠罩在黑暗之中”。但當時他不敢直截了當地說，只能用隱喻諷刺的口吻，說明古代羅馬史中根本就沒有記錄。
1779年，吉本又寫了一部《對羅馬帝國衰亡史第15章和16章一些段落的考證》以回答對他第一卷的一些非難。
這部書從奧古斯都立為皇帝，將羅馬共和國變為羅馬帝國寫起，直到東羅馬帝國滅亡以後，還寫了羅馬的政變，到教皇重新控制羅馬。延續近乎1500年，包括了基督教和伊斯蘭教如何興起，以及羅馬帝國周邊國家對羅馬的影響，有波斯、阿拉伯、匈牙利 、保加利亞、俄羅斯、蒙古等國家的簡短歷史，甚至還提到了長城和漢武帝對匈奴的戰爭以及北匈奴的西遷，忽必烈的艦隊對日本不成功的入侵。整部著作氣勢恢弘，是一部堪稱巨著的作品。
著名學者何炳棣曾回憶1943年8月16日第六屆留美公費生考試，他寫下吉朋在本書中最著名的一句話：
流行於羅馬帝國寰宇之內的各式各樣的宗教信仰和膜拜，一般人民看來都是同樣靈驗；明哲之士看來，同樣荒誕；統治階級看來，同樣有用。

## 中文譯本
- Gibbon, Edward（愛德華·吉朋），2003，羅馬帝國衰亡史， 蕭逢年譯。台北：志文出版社。ISBN 9575457455
- Gibbon, Edward（愛德華·吉朋），2004，羅馬帝國衰亡史，席代岳譯。台北：聯經出版公司。ISBN 957-08-2771-8
- Gibbon, Edward（愛德華·吉本），1996，羅馬帝國衰亡史，黃宜思、黃雨石譯。北京：商務印書館。ISBN 9787100019040
- Gibbon, Edward（爱德华·吉本），2008，罗马帝国衰亡史（全译本），席代岳译。北京：吉林出版集团有限责任公司ISBN 978-7-80762-116-4

## 外部連結
- 古騰堡計畫收錄的愛德華·吉朋作品一覽